# Ta Keng
Ta Keng (Da Geng) (más néven: Taj Keng (Tai Geng) 太庚) Kína első történeti dinasztiájának, a Sang (Shang)-háznak az 5. uralkodója.

## Élete, uralkodása
Ta Keng (Da Geng ) személyével kapcsolatban ellentmondásosak a források. A történetíró feljegyzései szerint bátyját, Hsziao Hszin (Xiao Xin)t követte a trónon Sang (Shang)-ház 6. uralkodójaként. 25 évig uralkodott, utódja pedig a fia, Hsziao Csia (Xiao Jia ) lett.
Kínai jóslócsontokon fennmaradt feliratok szerint viszont a Sang (Shang)-dinasztia 5. uralkodója volt, nagybátyját, Pu Ping (Bu Bing)et követve a trónon. Posztumusz neve Ta Keng (Da Geng) lett. A jóslócsontok szerint testvére volt Hsziao Csia (Xiao Jia), aki követte őt az uralkodásban.